# ショッキングBOY
『ショッキングBOY』（ショッキング・ボーイ）は、雨宮淳による日本の漫画作品。

## 概要
『月刊少年ジャンプ』（集英社）にて、1996年12月号より1998年8月号まで連載された漫画作品。全22話。
本作は少年誌掲載作品にも関わらず、登場する女性キャラの半数以上がグラマーかつ扇情的なのが特徴で、バストが90～100cm台の女性も複数人登場する。下着姿や裸体を晒すのは当たり前で、時には主人公に肢体を押し付けて誘惑するといった過激な描写が見られた。少年誌と言えど性描写規制が緩かった時代の作品で同時期に連載していた『つきあってよ！五月ちゃん』や『爆骨少女ギリギリぷりん』等でも本作に似たような描写が多々あり、本作と共に男子中高生に人気があった。
主人公が目的のためとはいえ女子更衣室や入浴を頻繁に覗いたり、スカートめくりといった犯罪行為をする描写もある。主人公の最終目標は夢の女体に童貞を捧げることであるが、本編中で明確に性行為は描かれていない。
続編の『ショッキングボーイEX』及び、本作の原型である『ショッキングBOY ORIGINAL』についても記述。

## あらすじ
早乙女拓也はある日の夢の中で、お尻に赤いハート型のアザがある女の子からキスされ、「一年の間に私を見つけて抱いて」と告げられる。夢とは思えぬほどリアルな感触に惚気る拓也だが、それは早乙女家に伝わる命を掛けた試練「夢の女体さがし」の開始を告げるものだった。
拓也の前に次々と現れ、色香で誘惑する夢の女体候補たち。拓也は時に死の危機に瀕するも、幼馴染の桂木瞳の助けで乗り越えていく。果たして拓也は夢の女体を見つけることができるのか。

## 登場人物

### 主要人物
早乙女 拓也（さおとめ たくや）
主人公。私立常夏学園高校2年B組。ある日、現実と区別のつかない程リアルな女の子が出てくる夢を見たことにより、早乙女家の男子に代々伝わる「夢の女体さがし」を始めることになる。
いい加減で調子に乗りやすく、やや短絡的な性格で、思いついたら一直線になってしまう傾向がある。夢の女体探しのためとはいえ、あの手この手で女子更衣室を覗く等かなりのスケベ。また「夢の女体さがし」の行動による不可抗力で、よろけて真璃子の股間に顔を突っ込む、綾音や麗香の爆乳を服越しに触ってしまう等、ラッキースケベにも頻繁に遭遇する。
一方で、下心はあれど困っている女性は全力で助ける等、根は心優しい。
父親譲りのテニスの才能を持ちつつも、当初は修造への反発からテニスを辞めていたが、第2話で夢の女体候補の相川由希に近づくべくテニス部に入部する。
夢の女体さがしをする中で、時に死に直面する時もあったが、瞳の支えで危機を乗り越え絆を深めていく。
当初は実家に住んでいたが、第20話から臨時教師・麗香の薦めを受けてアパートで一人暮らしをすることになる。
『ショッキングボーイEX』では、「光の女体さがし」のために東京の私立東霞が丘学園高等学校へ転校。テニス部と写真部を掛け持ちする。
桂木 瞳（かつらぎ ひとみ）
メインヒロイン。拓也の幼馴染で、テニス塾の生徒となるために常夏学園高校に転校してくる。クラスは拓也と同じ2年B組。
身長163cm、体重49kg。4月5日生まれのおひつじ座。スリーサイズはB88・W52・H85で、バストはデータの数値以上のボリュームと張りを兼ね揃えた巨乳。好物は父・健一郎曰く押鮨。
勝ち気でやや嫉妬深い性格。また渉曰く、試合や試験等の勝負事の前日はひたすら眠るタイプ。第2話で修造から、ガットを抜いた「早乙女拓也おしおきラケット」を授かり、度々トラブルを起こす拓也に仕置している。
当初はスケベな拓也に幻滅し、夢の女体さがしの話も信用していなかったが、心臓が鉄になった拓也を助けたことで夢の女体さがしの実在を知り、以後数少ない理解者として協力するようになる。
その後、幾多の苦難を共に乗り越える中で拓也と相思相愛になっていき、ハートマークも現れる。次第にノーブラで拓也に抱き着きバストを押し当てる、押し倒してキスをし性行為に及ぼうとする等の大胆な誘惑を仕掛けるようになり、慧子から拓也との恋人関係を問われた際も肯定している。
拓也は当初から夢に出てきた女の子と似ていると感じており、彼女が自分の夢の女体ではないかと疑っていたが、終盤で拓也の夢の女体であることが晃から明かされる。
『ショッキングボーイEX』では、拓也と共に私立東霞が丘学園高等学校へ転校。夢の女体さがしの呪い返しによって死の危機に瀕する。
早乙女 修造（さおとめ しゅうぞう）
拓也の父。元世界ランキング2位のプロテニスプレイヤーで、女子大生向けにテニス塾を開いている。
夢の女体さがしの代償として右腕の半分が木になってしまい、現役引退を余儀なくされてしまっていた。そのため常に長袖を着用している。
厳格な指導者だが、拓也と一緒にエロ本を読んで盛り上がり、塾生にハートマークが無いかチェック済みと言い切る等拓也同様スケベな面がある。
『ショッキングボーイEX』では、夢の女体さがしの呪いが解かれたことで右腕が元に戻る。また、優香の発言で将来的に髪が薄くなることが示唆されている。

### 夢の女体候補
夢の女体候補は基本的に1話～2話登場のゲストキャラで、全編通して登場するヒロインは瞳のみとなっている。
岡崎 真璃子（おかざき まりこ）
常夏学園高校三年生の18歳で、女子テニス部員。
身長167cm、体重52kg。5月12日生まれのふたご座で、血液型はAB。スリーサイズはB94・W57・H96で、バストは夢の女体と酷似した感触の巨乳。
父親が会社社長で、3LDKマンションに一人暮らしをしている。好きなタイプは有名人の息子で、過去に何人もの男子と噂になっている様子。
テニスが大好きで、3年生ながら部活の朝練にも参加している。自宅でもストレッチに励む等熱心だが、才能は無く球拾いばかりの万年補欠選手。
夢の女体さがし目的で接近してきた拓也に色目を使い、自室に招いて際どい恰好でストレッチを行ない拓也を誘惑。接近しようとして躓いた拓也から股間に顔を突っ込まれるハプニングに遭うが、公言しないことの交換条件として早乙女家のテニス塾への入塾を要求。夢の女体さがしのために承諾した拓也に抱き着き、曝け出した巨乳を顔に押し当てて誘惑、抜群の感触で拓也を恍惚とさせる。
再登場した際はテニス塾へ入るのを諦めたようだが、拓也に異性として明確な興味と好意を抱いたらしく、拓也に自らスカートをめくり下着を見せつける、屋外にも拘わらず曝け出した巨乳を拓也の顔に押し当てる等誘惑し、一人の女性として肉体関係を築こうとしていた。
ハートマークは2つの虫刺されが連なったものだった。第1話、第5話に登場。
相川 由希（あいかわ ゆき）
常夏学園高校二年生の17歳で、女子テニス部員。
身長168cm、体重48kg。1月2日生まれのやぎ座で、血液型はA。スリーサイズはB85・W56・H86で、バストは拓也曰く「見た目より結構でかい」。
スポーツ全般が好きで、真面目なスポーツマンが好み。当初は不真面目な拓也に対して不快感を顕にしていたが、黒岩との入部を賭けたゲームに拓也が勝利したことで、一転して好感を持つようになる。
早乙女家を訪れた際に拓也と体を重ねようとトップレスになり、下着にも手をかけるが、瞳の乱入で有耶無耶となった。
ハートマークはアンダースコートのかぶれ跡だった。第2話、第5話に登場。
黒岩とは友人として仲が良いらしく、一時期周囲からは恋人同士と囁かれていた様子。
華原 留理（かはら るり）
常夏学園高校一年生の16歳。
身長156cm、体重45kg。7月7日生まれのかに座で、血液型はB。スリーサイズはB78・W54・H80。
一人っ子で甘やかされて育ったためか我儘で小悪魔系な性格で、過去に年上男性をたぶらかしては貢がせていた。
事故を装って接近した拓也に貢がせようとするが、自分のために叱ってくれた拓也に心を開き、周囲から感心される程に己の言動を改めることになる。
その後深夜に入浴していた所を拓也に覗かれたことで全裸を晒してしまい、拓也は鼻血を噴出し眩暈を起こす程に興奮して浴場に倒れこんでしまう。異性に全裸を見られたのは初めてと語る留理は恥ずかしがりながらも拓也に抱き着き、そのまま一線を越えようとする。
ハートマークは完全な形ながら、大小2つのアザが連なる別物だった。第3話に登場。
真行寺 可菜（しんぎょうじ かな）
本名は吉田 可菜子（よしだ かなこ）。集英モード学苑ファッションデザイン科に在籍する20歳の駆け出しのモデル。
身長172cm、体重54kg。3月8日生まれのうお座で、血液型はO。スリーサイズはB100・W57・H98で、拓也曰く「スーパーモデルもまっ青」のスタイルと、Tシャツの胸元のロゴを大きく歪ませる程の爆乳の持ち主。好きなタイプは自分のモデルとしての才能を認めてくれる人。
エロ本に掲載された可菜のグラビアにハートマークらしきものを確認した拓也が、呪いで体調を崩し本屋で倒れてしまった所を、自室に運んで介抱したのが可菜本人であった。自分のグラビアに見とれてくれる人を本屋で待っていたという可菜は、その最初の一人となった拓也に喜びのあまり抱き着き爆乳を押し当て、彼を自身のファン第一号として親しくなる。
拓也と出会った直後に某有名雑誌のグラビア掲載が決まったことから、拓也をラッキーボーイと称して気に入り、お礼も兼ねて自身と二人きりの誕生日パーティーに招く。胸の谷間を強調したバニースーツ姿で爆乳を大胆に揺らしながら拓也を出迎えた後、彼の目の前で服越しの爆乳を手でアピール。次回の撮影の予行練習としてポロリ寸前の過激なビキニ姿を見せつけ、拓也を激しく興奮させる。
ハートマークはアザではあったものの一部が欠けており、夢の女体ではなかった。第4話に登場。
折原 碧（おりはら みどり）
南鳳学院高校二年生の17歳で、女子水泳部員。
身長158cm、体重50kg。9月9日生まれのおとめ座で、血液型はA。スリーサイズはB102・W58・H90で、拓也に「ホントにでかいオッパイ」「瞳の2倍は大きくフカフカ」と言わしめるサイズと感触を兼ね揃えた超Fカップの爆乳の持ち主。
中学校までテニス部に所属していたが、入部テストに合格出来なかったため水泳部に在籍している。
水泳部の練習中に自身の爆乳に目を奪われた拓也に、練習後の女子更衣室を覗かれたことで拓也を危険視し、テニス部の入部テストに合格すべく特訓を依頼するという建前で拓也に接近。自宅に招いて全裸を晒し、爆乳を押し付ける等して誘惑すると見せかけて、拓也の身体調査を行う。
南鳳学院男子テニス部の工藤章の元恋人。拓也に近づき章が有利になるよう情報を流すが、彼に邪険にされたことや、自身の爆乳を「見てると腹が立つ」と誹謗されて拓也に泣きついたことを切っ掛けに、拓也と和解する。
テニスの実力で章を見返すべく特訓をする内に拓也に惹かれていき、調査目的で自宅に招いた際とは異なり完全なる好意で裸体を晒し、抱き着いて爆乳を押し付ける。章とのテニス勝負で拓也が勝った暁には一線を越える約束まで交わしキスも行うが、最終的に「章を支えてあげたい」という自分の気持ちに気付き、彼とよりを戻した。
ハートマークは本物のアザだが、後に消えた。折原家には「運命の男性が現れると体のホクロやアザが一つ消える」という言い伝えがあり、拓也は折原家版「夢の彼氏さがし」と称した。
登場は第7話から第10話と、夢の女体候補の中では最も多く出番が与えられている。
『ショッキングボーイEX』第12話にも登場。3年後のオリンピックの水泳で金メダルを獲得することが明かされる。また、未来における優香の恋人の母親。
並木 綾音（なみき あやね）
実父が院長を務める並木総合病院に勤務している23歳のナース。インターンシップに出ている兄が居て、彼が病院を継ぐことになっている。
紫織が「拓也の好みのタイプ」と称する程の美人で、体重は自己申告によると49.5kg。バストは超Fカップで、拓也の理性を奪う程の爆乳。
イギリス旅行中に紫織と親しくなり、帰国後に早乙女邸に招かれた際に紹介された拓也を気に入りアプローチを仕掛けるが、ダブルステニス中に彼の左肩をラケットで叩いて負傷させてしまい、紫織の薦めもあってお詫びを兼ねた時間外治療を買って出る。
小学5年生の時に、親しくなった5歳年下の入院患者の少年との死別を経験しており（存命であれば拓也と同い年）、自身も人の命を救う医療関係者となる道を選んだ。そのためか年下好きで、本人曰く「彼氏は5歳下が基本」。
二人きりの治療の中で堂々と裸体を晒し、心拍数を測るという建前で爆乳を拓也の背中や顔面に押し付ける、パンスト無しのショーツのみの下半身やノーブラの爆乳を見せつける等の過激な誘惑に加え、背後からの抱擁やキス等のアプローチを繰り返すが、医学では対処出来ない呪いを治した瞳と拓也の絆を知り、未練半ばに彼を諦める。
ハートマークはタトゥーシールで、「素敵な彼氏ができる」という恋のおまじないとしてつけていた。第12話から第13話に登場。
麻生 慧子（あそう けいこ）
私立城華学園高校の新体操部員。老舗旅館「五行館」の一人娘で、自身も旅館の手伝いをしている。
瞳よりやや大きめの巨乳を持つ美少女。スポーツ全般を得意とし、柔道の足払いも習得している。
城華学園を訪れていた拓也と瞳と出会い、段違い平行棒の自主練習中の事故を助けられた瞬間、偶然にも拓也とキスしてしまう。帰りの電車を乗り違えてしまった拓也と瞳が五行館を訪れた際に再会し、助けてもらった恩から二人を宿泊させる。
瞳が温泉に入った隙に一糸まとわぬ姿で布団の中に身を潜め、「初めて口づけをした男子を婿に迎える」という麻生家のしきたりに従い、拓也と契りを交わそうと股間を見せつけて挑発するも、飛びついた拍子に拓也が頭を打って気絶してしまったため有耶無耶となった。その後温泉内で瞳の胸を触って以降、バストサイズで彼女と張り合うようになる。
後日、早乙女家を訪れて拓也を強引に連れ出し、下着を見せつけたり巨乳を押し当てて誘惑する。ハートマークを見て動揺した拓也と改めて契りを交わそうと迫るが、割って入った瞳と「婿取りの儀」を行い、瞳の拓也への想いの深さを知り身を引いた。
ハートマークは幼い頃に鉄棒から落ちた際に出来た傷跡だった。第14話から第15話に登場。
『ショッキングボーイEX』第13話から第14話にも登場。後にオリンピックに出場し、活躍することが示唆される。
岸本 真奈（きしもと まな）
常夏学園高校二年生の17歳で、元チアリーディング部で、現在は軽音楽部。
身長165cm、体重54kg。3月27日生まれの牡羊座で、血液型はA。スリーサイズはB85・W56・H88。
半年前に練習中の事故で左太ももに大怪我をしてしまい、今でも痛む脚を冷やさないようスパッツを穿いており、松葉杖を使うこともある。
拓也の励ましと練習で少しずつ笑顔を取り戻していく。壊れた非常階段に取り残された瞳を自身の危険も顧みずに助けたことで完全に自信を取り戻し、チアリーディング部に復帰した。
拓也が夢で見た女体と瓜二つの顔で、ハートマークもあるため拓也の夢の女体だと思われたが、ハートマークは充血の跡だった。
修造は拓也の見た夢に出た女体と真奈の顔がそっくりだったのを、「女体さがしを失敗させるための呪いの具現化」ではないかと疑った。第17話から第18話に登場。
丸山 麗香（まるやま れいか）
常夏学園高校に赴任してきた臨時の英語教師。
拓也を「すげえバスト」と絶句させる程の爆乳とナイスバディの持ち主で、胸の感触も夢の女体に酷似している。常にノーブラで、胸の谷間はおろか胸ポチまでもを大胆に見せつける格好をしていることが多い。
生真面目な性格で生徒の生活態度に厳しい。女癖の悪い弟が居り、夢の女体さがしのために学内の女子生徒と次々に噂になる拓也を弟と重ねて心配している。
赴任前に街で出会った拓也に常夏学園までの道を尋ねるが、拓也に不可抗力で自身のバストに触れられてしまい、以降彼を危険視。バストの感触から夢の女体と疑った拓也が懲りずにハートマークの有無を確かめようとしたことに怒り、緊急の家庭訪問を敢行するまでに至る。テニス塾生の女性達に囲まれた拓也の生活環境を知ってショックを受け、修造に拓也の一人暮らしを勧めた。
拓也の態度を改めさせるためとはいえ、拓也の本心を誤解していたことを泣きながら謝罪しつつ抱きしめて爆乳を押し付ける等、一生徒以上の感情を抱いている節がある。また二人きりの状況で前屈みになりノーブラの胸の谷間を見せつける他、拓也を「女性の裸を見たことがない」と勝手に思い込み裸体を晒し、爆乳を強調するポーズをとって誘惑する。
大学時代は雑誌に紹介される程の水泳選手だった。女子水泳部の臨時コーチを務めることになるが、久しぶりの水泳で足をつって溺れてしまったところを拓也に助けられ、彼を見直すことになる。
その後一ヶ月の任期を終えて常夏学園を去っていったが、拓也宛てに送った手紙で、弟に恋人ができたことを報告している。
バストの感触から夢の女体と疑われたが、ハートマークは無かった。第19話から第20話に登場。
森山 香（もりやま かおり）
学校あらしの少女で、本人曰く逃走の名人。
憧れた男性の持ち物を盗んでしまう癖があり、早乙女晃のリストバンドを盗みに朝霧高校に潜入したところを盗撮モノAVに撮影されていた。
リストバンドを返却しに再び朝霧高校に入り込んだところ、同じように潜り込んで生徒会に捕まった拓也と遭遇し、協力して脱出を試みる。
ハートマークはビデオをダビングした際のノイズだった。第21話と第22話冒頭に登場。
桜 真帆（さくら まほ）
拓也たちが早乙女家の別荘に遊びに行った際に出会った少女。ダイビングした時のショックで記憶喪失になり、名前以外の全てを忘れていた。
ハートマークは擦り傷だった。月刊少年ジャンプ8月増刊号に掲載された番外編に登場。
『ショッキングボーイEX』第11話にも登場。未来では実家の民宿をリゾートホテルにまで成長させていることが示唆される。

### その他の登場人物
早乙女 紫織（さおとめ しおり）
拓也の妹。14歳。イギリスにテニス留学をしていたが、第11話で日本に帰国。留学中に知り合い親しくなった綾音を拓也に紹介する。
かなりのブラコンで、当初は拓也と親しくする瞳を快く思っていなかったが、後に仲良くなった。
桂木 渉（かつらぎ あゆみ）
瞳の姉。早乙女テニス塾に入るべく健一郎と共に早乙女家を訪れる。喫煙者。瞳以上のグラマラスな肢体の持ち主。
拓也の瞳に対する気持ちを見極めるべく裸になり、自分のバストの大きさをアピールして挑発するも、辛うじて理性を保った拓也を最終的には認めた様子。
酒癖はあまり良くないようで、第7話では缶ビールで酔っ払って拓也の前に下着姿で現れ、胸の谷間を見せつけた後、自らブラジャーを外して誘惑した。
桂木 健一郎（かつらぎ けんいちろう）
瞳の父。学生時代の修造のライバルで、「桂木マジック」と呼ばれた変化球の使い手。
厳格な性格で、バスタオル一枚の姿で拓也に尻を見せつける瞳を目撃して激怒し、家に連れ戻そうとする。
拓也にテニス勝負を挑まれ、得意の変化球を故意に顔面目掛け打ち込むが、逆に変化球を股間に返され敗れる。拓也の実力を一応認め、瞳と渉を早乙女家に残し去っていった。
松谷 剛（まつたに つよし）
拓也の同級生にして悪友。パソコンが趣味で、学園内外の女性のデータを集めた「美少女データベース」を作成している。拓也に瞳のスリーサイズ等の秘密と引き換えに夢の女体候補の情報を教える。また拓也とはアダルトビデオを貸し借りする仲でもある。
常夏学園の女子生徒のみならず、他校の女子生徒の情報にも詳しい。第1話から登場。
『ショッキングボーイEX』にも登場。最終話では従兄弟がしでかしたことに心を痛めつつ、優香を未来へ帰すために協力する。
黒岩 篤（くろいわ あつし）
常夏学園男子テニス部員で、大会で準優勝の経験もある実力者。テニス部に入部した拓也を親の七光りと見下し、自ら入部テストをして叩きのめそうとするが、脅威の粘りを見せた拓也に根負けして入部を認めた。
その後はいい加減であまりやる気を見せず、スケベで度々トラブルを起こす拓也に振り回されることになるが、徐々に友人として親交を深めていく。第2話から登場。
『ショッキングボーイEX』最終話にも登場。優香を未来へ帰すために協力する。
朝倉 のあ（あさくら -）
漫画研究部部長。風紀委員から漫画そのものと言われるほどの不思議ちゃんで、文化祭で展示された絵を褒めてくれた拓也に恋する。バストは瞳に匹敵する巨乳だが、感触は全く異なる。
後ろ姿とスタイルが瞳そっくりなことを利用して拓也を誘おうとするが、瞳と違い胸の弾力がまるで無いことから別人だと見抜かれてしまう。
拓也と瞳の絆を知って恋人となることを諦めるが、今度は拓也や瞳の妹にして欲しいと言い出す始末で、さすがの二人も呆れていた。
第16話に登場。元は作者の成人向け漫画「天然色GIRL」のキャラクターで、スターシステム的な登場。
工藤 章（くどう あきら）
南鳳学院高校二年生のテニス部員で、拓也に伯仲すると言われる実力者。折原碧の元恋人。
自信家で、自分のためを思って行動した碧も邪険にするような傲慢な性格の持ち主。拓也とのテニス勝負では意図的に顔面を狙う等汚い手も辞さないが、底力を発揮した拓也に敗れ、最終的に碧と復縁した。
『ショッキングボーイEX』では、碧と同じ城華大学への進学を希望しているが、内申が悪いため一般入試での入学を目指している様子。
早乙女 源（さおとめ げん）
拓也の遠い親戚にあたる老人。夢の女体さがしに失敗して「木」になって死んだ者の左腕を届け、拓也に忠告と助言を与える。
『ショッキングボーイEX』では、修造に夢の女体さがしの真実を語る。
早乙女 晃（さおとめ あきら）
朝霧高校テニス部。拓也と同じく夢の女体探しをしている。
拓也と似た容姿をしているが、拓也よりやや高めの背丈と鋭い目つき、特徴的な眉毛を持つ。冷静且つ思慮深い性格で、自らの夢の女体以外の女性が一定距離内に近付くことさえ拒絶する程で、時にはテニスのサーブを直撃させようとすることさえ厭わない。夢の女体さがしの呪いを解く方法を知っている。
『ショッキングボーイEX』では、自ら「火」の死を選ぶことで呪いを完全に解くことに成功し、生き返ったことが語られた。
折原 恭子（おりはら きょうこ）
朝霧高校の女子生徒で、晃の「夢の女体」。ミステリアスな少女。
『ショッキングボーイEX』では、遠い昔に早乙女家に呪いをかけた女性の子孫であることが明かされた。その後は晃と順調に交際している様子。

## ショッキングボーイEX
『ショッキングボーイEX』（ショッキングボーイ・エクス）は、雨宮淳による日本の漫画作品。 『月刊少年ジャンプ』（集英社）にて、1998年10月号から1999年12月号まで連載された漫画作品。全15話。『ショッキングBOY』の続編漫画。
第9話までが「光の女体」を巡る物語で、第10話からが「未来の女体」を巡る最終章となり、前作登場人物も再登場する。
前作に比べるとお色気描写は控えめ（拓也に肢体を押し付ける等の過激なものが無くなっただけで、女性キャラの脱衣や裸体の描写等は前作同様に随所に見受けられる）。
なお、同シリーズからの女性カットの何点かは、作者が同時期に少年画報社刊行の青年漫画誌ヤングコミックで連載していた「ヴィーナスの靴」への流用が確認できるが、同じカットでもより描写は過激になっている。

### あらすじ（ショッキングボーイEX）
夢の女体さがしを終えた拓也の夢に、「光の女体」と名乗る三人の女性と茨に縛られた夢の女体が現れ、時を同じくして写真に写った瞳を黒い影が覆い始める。それは夢の女体さがしの呪い返しで、一年以内に三人の光の女体を見つけられなければ瞳が命を落とすというものだった。
数ヶ月後、拓也は縁者の早乙女達之介を頼り、瞳と共に東京の私立東霞が丘高校へ転校。瞳を救うべく、「月」と「星」と「太陽」の赤いアザを持つ「光の女体さがし」を始める。

### 登場人物（ショッキングボーイEX）
相沢 由美（あいざわ ゆみ）
私立東霞が丘高校2年E組。拓也と瞳のクラスメイト。ストーカーからの覗きに悩まされており、拓也に捕まえてほしいと依頼する。
光の女体で、左胸に月のアザがある。ストーカーからしつこく交際を迫られていたところを拓也に助けられ、アザの転写に成功する。第1話から第2話に登場。
名倉 夢見（なぐら ゆめみ）
私立東霞が丘高校2年A組。ラクロス部所属。松谷篤いわく、学園一・二を争う美少女。光の女体で、右胸の下部分に星のアザがある。
拓也に好意を抱いている。松谷篤の口車に乗せられてセミヌード写真を撮影中に科学実験部の爆発事故に巻き込まれ、拓也に助けられた際にアザが転写される。第3話から第4話に登場。
望月 環（もちづき たまき）
私立東霞が丘高校生徒。ラクロス部所属。夢見の親友で、口より先に手が出るタイプで彼女のボディーガード的な存在。
夢見に近づこうとする拓也を快く思わず、何かに付けて排除しようとする。第3話から第4話に登場。
矢代 佳子（やしろ けいこ）
私立西百合ヶ峰女学院2年生のテニス部員。修造のファンで、女子更衣室に忍び込んだ拓也をテニス塾の生徒選考に来たと勘違いする。
更衣室に入ってきた女子生徒から隠れようとして拓也とダンボールの中に入り、不意に触れた拓也の手で悶えてしまう。右太ももに太陽のアザがあったが、本物ではなかった。第5話に登場。
沢田 美加子（さわだ みかこ）
私立東霞が丘高校2年C組。冬着の上からでも解る程の巨乳の持ち主。
スキー合宿で拓也にコーチを依頼するが、ゴンドラの設備点検時間に掛かり、宙吊り状態で閉じ込められてしまう。
ガラスに頭を打ち付けて負傷した拓也を裸で温めるが、下心から右胸を揉まれたことでビンタで制裁を与える。左首筋に太陽のアザがあったが、油がはねてできた火傷だった。第6話に登場。
倉田 沙耶香（くらた さやか）
雷女学園の生徒。街で不良に絡まれていたところを拓也に助けられる。
タロット占いにはまっており、「イニシャルがT・Sの男性こそ最良の異性」という占い結果を信じ、拓也を運命の人と思い込む。
その後も因縁をつけてくる不良に度々絡まれるが、拓也に助けられて難を逃れる。左手の甲に太陽のアザがあったが、不良から殴られた際にできた傷だった。第7話から第8話に登場。
大友 由希子（おおとも ゆきこ）
雷女学園2年C組で、沙耶香の友人。タロット占いで出た「イニシャルがA・Mの異性」である松谷篤と交際するようになる。
光の女体で、右手の平に太陽のアザがあったが、拓也と握手した際に転写される。第7話から第8話に登場。
早乙女 優香（さおとめ ゆうか）
2020年からタイムスリップして来た「未来の女体」で、拓也と瞳の娘。
身長158cm、体重42kg。2004年7月7日生まれの16歳で、血液型はB。スリーサイズはB81・W54・H83。好きな食べ物はプリンやエクレア等の甘い物、嫌いな食べ物は辛い物全般。
背中に「光の印」と同じアザを持つ。早乙女家が夢の女体さがしの呪いを解くのに時間がかかりすぎたために生じた時間の歪みに飲まれ、1999年に来てしまった。
非常にお喋りかつ自由奔放な性格で、うっかり未来の出来事を喋ってしまうことが多い。また酒乱の傾向があり、お酒を飲むと着ているものを脱ぎだしてしまう。
父親譲りのテニスの才能と実力を持ち、黒岩とのテニスでは「サオトメ・スピン・アタック」という独自に編み出した技を披露する。
本来、1999年に存在しないはずの人間であるためか、写真には姿が透けて写ってしまう。終盤でスクープを狙う一条に追われるが、黒岩たちの助けを得た拓也と瞳によって未来に帰っていった。第10話から最終話に登場。
松谷 篤（まつたに あつし）
松谷剛の従兄弟。霞が丘学園高校写真部の副部長で、後に部長に就任。
女子更衣室を盗撮していたところを同じように覗きをしていた拓也に見つかってしまう。剛と比べると行動的でやや短慮な性格。第8話で大友由希子と交際するようになる。
優香と拓也たちの関係を怪しんで彼女の秘密を暴いてしまい、友人のオカルトマニアに優香の写真を送ったことが大騒動を引き起こしてしまう。
早乙女 達之介（さおとめ たつのすけ）
東京に住む早乙女家の縁者。拓也に光の女体さがしの助言をする。厳格なようで、早乙女家の男性らしくスケベな面がある。
一条 直樹（いちじょう なおき）
常夏テレビ株式会社の番組プロデューサー。狡猾で抜け目のない性格。
インターネットのオカルト系サイトで姿が透けた優香の写真を発見し、スクープをゲットしようと付け狙う。

## ショッキングBOY ORIGINAL
『ショッキングBOY ORIGINAL』（ショッキング・ボーイ・オリジナル）は、雨宮淳による日本の漫画作品。『月刊少年ジャンプオリジナル』（集英社）にて、1995年5月増刊号から1996年7月増刊号まで連載された漫画作品。『ショッキングBOY』のプロトタイプ版で、登場人物のデザインや設定の一部が本誌連載版に流用されている。
『ショッキングボーイEX』にて、早乙女大悟編は『ショッキングBOY』及び『ショッキングボーイEX』と同一世界であることが示唆されている。早乙女達矢編は、夢の女体の印がハート型のアザではなく、十字星や北斗七星を象ったほくろで、位置も右のお尻に限定されない等差異がある。

### 登場人物（ショッキングBOY ORIGINAL）

#### 早乙女大悟編
早乙女 大悟(さおとめ だいご)
早乙女大悟編の主人公。私立集英高校2年生（最終話では3年生に進級）。スケベだがやや気弱な面があり、困り顔をしていることが多い。
薫に近づくために行動パターンを研究したノートをまとめ、源氏物語や和歌を勉強する等努力家な面もある。
最終話で夏美と結ばれ、東京の大学へ進学と同時に学生結婚し、一人息子の将太を儲ける。
栗原 夏美(くりはら なつみ)
大悟の幼なじみ。私立集英高校2年生（最終話では3年B組に在籍）。身長163cm、体重48kg。3月25日生まれのおひつじ座で、血液型はO。スリーサイズはB87・W56・H88。
ほとんどすべての科目をこなす優等生で、陸上部では副部長を務めていた。 最初は夢の女体さがしの話を全く信じていなかったが、大悟の父に木となって死んだ早乙女家先祖の手を見せられてからは積極的に協力するようになる。大悟に気がある様子で、大悟の夢の女体。
最後は大悟と結ばれ、一緒の大学に進学した。
岡野 薫(おかの かおる)
私立極光女子高校2年F組。17歳。身長162cm、体重48kg。12月2日生まれのいて座で、血液型はA。スリーサイズはB86・W58・H87。
源氏物語が愛読書という文学少女で、大悟の付け焼き刃の文学青年ぶりに騙されて惚れてしまう。
アザは体育の授業中に鉄棒で擦りむいた際にできたカサブタだった。第1話に登場。
城竹 智子(じょうたけ ともこ)
私立集英高校1年A組。夏美の陸上部の後輩。身長158cm、体重46kg。3月14日生まれのうお座で、血液型はB。スリーサイズはB80・W52・H82。
化粧に凝っており、大悟の「お尻にハート型のアザがある女の子の言うことなら何でも聞く」という呟きを盗み聞きし、自分でアザを描いて大悟に欲しいものをねだったり、喧嘩の代理に使ったりといいように利用する。夏美に見抜かれて厳しく説教されてしまい、最後は大悟に謝っていた。第2話に登場。
紅 紫織(くれない しおり)
群雲女子高校の裏番長。智子とは幼馴染で陸上仲間だったが、彼女から陰湿ないじめや妨害行為を受け続けていたため恨んでいる。彼女の言葉が大悟に智子の正体を気づかせるきっかけとなった。
元陸上部の脚力を生かした蹴りを得意とするが、夏美の一蹴りでダウンを喫する。第2話に登場。
鳳 由香子(おおとり ゆかこ)
20歳の烈風女子大学薬学部2回生。極度の運動音痴で年下好き。
身長165cm、体重52kg。8月7日生まれのしし座で、血液型はB。スリーサイズはB91・W56・H92で、バストはスキーウェア越しでも夢の女体と似た感触と判る程の巨乳。
夏美と共にスキー場に来ていた大悟に一目惚れし、夏美の入浴中に独りになった大悟にスキーのコーチをしてほしいと言って近づく。彼の顔にスキーウェア越しの巨乳を押し当てる等して誘惑し、スキーで滑った不可抗力でキスまでしてしまう。
スキー中に大悟や夏美共々遭難して雪に埋まってしまうが、大声で喚いたことで生じた雪崩に乗って旅館前に辿り着き、奇跡の生還を果たす。第3話に登場。
岬 明日香(みさき あすか)
私立集英高校2年C組の16歳。
身長159cm、体重44kg。10月3日生まれのてんびん座で、血液型はB。スリーサイズはB83・W52・H85。
お尻に本物のハート型のアザがある。黒夢のファン。大悟を慕う彼女を演じていたが、本性はサディスティックで、2人の仲間とゲーム感覚で男遊びに興じている。これまでもアザをわざと見せつけて男を誘っていた。
偶然を装って大悟に近づき乱交しようとするが、怒った大悟に捨て台詞を残して去られてしまった。最終話に登場。

#### 早乙女達矢編
早乙女 達矢(さおとめ たつや)
早乙女達矢編の主人公。実家は弓道場で、本人もスズメバチを遠距離から矢で仕留めてしまうほどの弓道の達人だが、基本的に不真面目。お尻に十字型のほくろのある女性を探すという試練を受ける。
容姿や性格は拓也と似ており、沙織の袴を破ったり学校でスカートめくりをしてホクロを確認しようとしたり、エロ本をにやけながら立ち読みする等かなりのスケベ。
麻生 沙織(あそう さおり)
達矢の同級生で祖父慎之介の友人の孫娘。弓道の練習のために達矢の家に下宿している。
容姿や性格は瞳と似ており、達矢に対して刺々しいものの実は気があり、確かな才能がありながら真面目に練習しない達矢のことを気にかけている。達矢の夢の女体。
増沢 留美(ますざわ るみ)
19歳の彩雲専門学校2年生で、デザイン科に在籍。
身長168cm、体重56kg。6月15日生まれのふたご座で、血液型はB。スリーサイズはB120・W58・H95。明確な数値が記載されているキャラクターとしてはシリーズ最大の爆乳を誇り、感触も夢の女体と酷似している。
コンビニで落とした小銭を拾おうとした達矢にスカートの中に頭を突っ込まれてしまう。エロ本を手に持っていたことから達矢が自慰行為に励もうとしていた事を看破して興味を持ち、家に招いて夕飯を振る舞い親しくなり、胸の谷間を見せつけて誘惑する。
淫奔な性格で、彼氏がいるにも関わらず達矢に爆乳を押し付ける等して興奮させ、その後裸体を晒して性行為寸前まで及んだ。ホクロは十字星型だが、数が一つ多かった。
早乙女 慎之介（さおとめ しんのすけ）
達矢の祖父。早乙女弓道場の道場主で、彼に夢の女体さがしを教える。
自身の夢の女体さがしで何人もの女性と遊び惚けた代償として、修造同様に右上腕が木になっている。容姿は達之介に似ている。

## 用語
夢の女体さがし（ゆめのにょたいさがし）
早乙女家の男子に代々伝わる試練であり、早乙女家にかけられた呪い。
夢のお告げを頼りに「夢の女体」を探し出し、童貞を捧げることが目的だが、一年以内に見つけられなかった場合、別の女性とエッチしてしまった場合は、「木」「火」「土」「金」「水」のいずれかと化して死ぬという過酷なもの。
また呪いを受けた者が夢の女体以外の女性に性的な興奮をする、或いは性的な誘惑を仕掛けられるだけでも呪いは進行し、拓也が綾音に過激な誘惑を仕掛けられた際は両眼球と心臓が「鉄」に変化し、死の一歩手前にまで陥ってしまった。
数百年前、将来を誓い合った早乙女家の男子に裏切られ、強い恨みを抱いた女性が呪術師を介してかけた呪いと言われており、呪いを解くためには五行と化した早乙女家男子の死体を一堂に集める必要があった。
五行で唯一保存できない「火」を揃えるため、早乙女晃が自ら火の死を選んだことで呪いは解かれたが、その結果「未来の女体」である優香が現代にタイムスリップしてしまうことになる。
夢の女体
早乙女家男子の夢に現れてキスをし、「自分を探して抱いてほしい」と告げる女性。
顔は見えず、目印は右のお尻にあるハート型のアザで、同じアザを持った女性を探し出して童貞を捧げるのが夢の女体さがしの目的。
劇中度々拓也の夢に現れて警告したり、真の夢の女体とは別人の女性の顔として現れる等、拓也の夢の女体さがしを邪魔しようとする。
ハート型のアザ
ハートマークとも呼ばれる夢の女体の証。本物の夢の女体は、心から早乙女家の男子を好きだと思わないとアザが現れないと言い伝えられている。
美少女データベース
松谷が個人的に制作している女性キャラのプロフィール集。本作に登場する夢の女体候補のプロフィールは全てこのデータベースによるもので（『ORIGINAL』は除く）、身長やスリーサイズ等の他、好きなものや得意科目まで網羅されており、プロポーションや色気の数値をグラフ化した松谷の個人的な総合評価も記録されている。常夏学園のみならず他校や専門学校に在籍する女性キャラも一部登録されているが、綾音や麗香等の学生ではない女性キャラは対象外。
完成度は本人曰く75％程で、後に拓也からの情報を元に瞳も登録される。
早乙女テニス塾
修造が開いており、プロを目指す女子大生24人が在入塾している。早乙女家の広大な敷地にテニスコート2面と離れの女子寮がある。
瞳と渉は当初、早乙女家本宅に下宿していたが、第12話で紫織の猛抗議に遭い、離れに移った。
私立常夏学園高校（しりつとこなつがくえんこうこう）
拓也が通う学校。スポーツの強豪校で、広大な運動場や半地下構造のドーム型体育館等スポーツ施設が充実している。
避難階段や部室等一部の施設が老朽化しているようで、拓也は頻繁に部室の床下に忍び込んで女子生徒の着替えを覗き見している。
光の女体（ひかりのにょたい）
夢の女体さがしを終えた拓也の夢に現れた三人の女性。体のどこかに「月」「星」「太陽」のアザがある。
本来女人禁制で、他言無用であるはずの夢の女体さがしに関わってしまった瞳にかけられた呪い返しを解くためには、彼女たちを探し出してアザを拓也の右掌に転写する必要がある。
未来の女体（みらいのにょたい）
未来から来た優香のことで、その存在は早乙女家の文書にも記されていない。
優香を未来に帰すことで、「過去」「現在」「未来」に渡る早乙女家の女体さがしは完結する。
超Fカップ（ちょうエフカップ）
本作及び作者の成人向け漫画にて、100cm超の並外れた巨乳や爆乳に用いられる特有の表現。連載当時の日本国内ではまだ珍しかったGカップ以上のバストを規格外の超爆乳として扱う為のもので、本作では碧と綾音のバストにこの表現が用いられている（碧は拓也の目算、綾音は背景文字による記載）。
碧は102cmを誇る爆乳で拓也を釘付けにした他、服越し・裸体問わず幾度も拓也に押し付けて誘惑している。
綾音は拓也を窒息させる程の爆乳を存分に活かして過激な誘惑を仕掛けた結果、夢にまで裸体で現れて爆乳を見せつける程の強烈な印象を植え付け、後日改めて爆乳を晒した際には拓也の理性を失わせるまでに至った。